# Salay
Salay (Bayan ng Salay) är en kommun i Filippinerna. Kommunen ligger på ön Mindanao, och tillhör provinsen Misamis Oriental. Folkmängden uppgår till 19 664 invånare.

## Barangayer
Salay är indelat i 18 barangayer.
| - Alipuaton - Ampenican - Bunal - Dinagsaan - Guinalaban - Ili-ilihon - Inobulan - Looc - Matampa | - Membuli - Poblacion - Salagsag - Salay River I - Salay River II - Saray - Tinagaan - Yungod - Casulog |